# Максим Вершина
Максим Олександрович Вершина (англ. Maxim Vershina; нар. 7 жовтня 1977, Запоріжжя, Україна) – український спортсмен, каскадер та актор

## Біографія
Максим народився в сім'ї інженера Олександра Івановича Вершини та вчительки Людмили Григорівни Вершини. З 1984 року навчався у Запорізькій школі № 2 імені Лесі Українки. Після закінчення школи у 1995 році вступив на інженерно-фізичний факультет ЗНТУ, який закінчив у 2000 році за спеціальністю інженер-механік. Одружений, виховує сина.
Шлях у спорті Максим розпочав у 1983 році в секціях дзюдо та самбо у спортивному клубі «Локомотив» (Запоріжжя), під керівництвом відомого тренера Семена Наумовича Цибульського. З 1989 по 2000 роки Максим Вершина займався дзюдо у Спеціалізованій дитячо-юнацькій спортивній школі олімпійського резерву дзюдо та вільної боротьби «Трудові резерви», але вже з новим тренером — Леонідом Юхимовичем Цибульським.
У 1990 році розпочав займатися Вовінам В'єт Во Дао під керівництвом тренера Юрія Гребешкова. У 1994 році перейшов тренуватися до в'єтнамського майстра бойових мистецтв — професора Чонг Куан Ана. Новий період вивчення В'єт Во Дао розпочався у 1997 році під керівництвом президента Всесвітньої федерації Вовінам В'єт Во Дао Чанг Нгуен Дао.
Займався класичним боксом упродовж 10 років (з 1992 до 2002) під керівництвом Олександра Миколайовича Ярошенка в СК «Локомотив» (Запоріжжя).

## Досягнення
- 1993—1994 роки. Дворазовий чемпіон СНД з Вовінам В'єт Во Дао (Vovinam Viet Vo Dao). (Україна);
- 1997 рік. Чемпіон Європи з Вовінам. 2 золоті медалі в розділах двобій і шонг луєн (парні вправи). (Франція Париж);
- 1999 рік. Чемпіон Європи з Вовінам В'єт Во Дао. 2 золоті медалі та 1 бронзова у двобоях та шонг луєн, комплекс із жердиною. (Франція . Леон);
- 1999 рік. Чемпіон світу з фул-контакт карате. (Вірменія);
- 2000 рік. Переможець міжнародного турніру з боїв без правил. (Латвія);
- 2000 рік. Чемпіон України з Ушу Саньда;
- 2000 рік. Чемпіон Європи з Ушу Саньда. (Нідерланди);
- 2001 рік. Бронзовий призер на чемпіонаті світу з Ушу Саньда серед професіоналів (Італія);
- 2001 рік. Чемпіон України з Ушу саньду;
- 2001 рік. Інтерконтинентальний чемпіон з фул-контакт карате. (Вірменія);
- 2002 рік. Виборов срібну медаль чемпіонату світу з Вовінам В'єт Во Дао. (Франція Париж);
- 2002 рік. Чемпіон України з Ушу Саньда;
- 2005 рік. Чемпіон Європи з Вовінам В'єт Во Дао (Бельгія . Брюссель);
- 2006 рік. Чемпіон світу з Вовінам В'єт Во Дао (Алжир);
- 2008 рік. Чемпіон Європи з Вовінам В'єт Во Дао (Франція, Бордо);
- 2009 рік. Чемпіон Світу з Вовінам В'єт Во Дао (Федерація WVVD) (В'єтнам, Хошимін);
- 2010 рік. Чемпіон Світу з[голе посилання] Вовінам В'єт Во Дао (Німеччина, Дортмунд);
- 2014 рік. Чемпіон Світу з Вовінам[голе посилання] В'єт Во Дао (розділ «боротьба») (Франція. Париж);
- 2018 рік . Чемпіон Світу з Вовінам[голе посилання] В'єт Во Дао — 2 золоті медалі (розділи «двобій», «боротьба») (Бельгія, Брюссель);
- Майстер спорту України міжнародного класу з Ушу Саньда
- Майстер спорту з Дзюдо
- 5й дан з Вовінам В'єт Во Дао

## Кар'єра каскадера та актора
З 1998 року Максим Вершина працює каскадером у кінному театрі «Запорізькі козаки». Спеціалізувався на джигітуванні, кінних трюках, фехтуванні.
Спеціальні навички:
- Володіння єдиноборствами.
- Постановка бойових сцен.
- Володіння різними видами зброї, як холодної так і вогнепальної, (мечі, шпаги, шаблі, жердині, ножі, нунчаки, тонфа, спис).
- Джигітування та кінні трюки.
- Падіння з висоти, з коней та машин.
- Робота на речеті(ratchet), хендпулі(handpulling).
- Трюки з використанням вогню (горіння).
- Трюки з кермуванням транспортними засобами (наземні та водні).
- Альпіністська підготовка.
- Плавання
- Пальба з лука

З 2010 року розпочав активну участь у кінопроектах як каскадер, актор, постановник бойових сцен у конкурсному та професійному кіно:
- «Козацькі байки», «Козак та смерть» Реж. Антон Жадько — роль розбійника, постановник бойових сцен.
- "Легіони" Польща Реж. Даріуш Гаєвський, роль осавула.
- " Король Данило " реж. Тарас Хіміч, роль ченця Устима та близько 15 каскадерських ролей, постановник бойових сцен.
- «Червоний 2» режисер Заза Буадзе, роль офіцера та солдатів.
- «Мати Апостолів. Поверненя» режисера Заза Буадзе. Ролі бойовиків.
- Кінострічка режисера Костянтина Коновалова за сценарієм Євгена Тимошенка та Костянтина Коновалова «Фортеця Хаджибей» роль ад'ютанта.
- Кінострічка про козаків, відзнята на Хортиці — козацька фентезі «Буревій», режисера Антона Жадько. Виконав головну роль козака Буревія.